# آسیا ۲۰۱۹
آسیا ۲۰۱۹ ویژه برنامه جام ملت‌های آسیا ۲۰۱۹ از شبکه سه بود. این برنامه با تهیه‌کنندگی مهدی هاشمی و اجرای محمدحسین میثاقی، با هدف پوشش ویژه و کامل رقابت‌های جام ملت‌های آسیا و با حضور تیمی از حرفه‌ای‌ترین برنامه‌سازان تلویزیون روی آنتن رفت. محمدرضا احمدی گزارشگر میدانی در امارات متحده عربی و گزارشگر بازی‌های ایران در این برنامه بود.
یکی از مزایای برنامه دکور زیبای آن بود. از ویژگی‌های این دکور وجود ال‌ای‌دی‌های متعدد با کیفیت بسیار زیاد و همچنین ویدیو وال‌هایی که در دو طرف استودیو تعبیه شده‌است و علاوه بر همه این‌ها ال‌ای‌دی محدبی در داخل میز اصلی قرار داده شده. این دکور بر خلاف دکورهای برنامه‌های دیگر ورزشی که از طیف‌های رنگی موجود در هستی استفاده می‌شود از رنگ‌های محدودی بهره برده‌است. این برنامه یک بسته کامل در اختیار بیننده قرار می‌داد تا از زیر و بم اتفاقات جام ملت‌های آسیا مطلع شود. «آسیا ۲۰۱۹» نخستین ویژه برنامه‌ای است که محمدحسین میثاقی به‌طور مستقل اجرای آن را بر عهده گرفت. سعی این برنامه در طراحی آیتم‌های متنوع برنامه را برای بینندگان شبکه سه بود تا برنامه را جذاب و تماشایی کند. این برنامه پربیننده‌ترین برنامه تلویزیون ایران برای جام ملت‌های آسیا ۲۰۱۹ بود.

## ویژگی‌ها

### پخش
برنامه آسیا ۲۰۱۹ به مدت ۱ ماه هر شب روی آنتن می‌رفت.

### اجرا
مجری این برنامه محمدحسین میثاقی بود.